# Liste de bactéries phytopathogènes
Liste des bactéries phytopathogènes

## Proteobacteria

### Alphaproteobacteria
- Acetobacteraceae
  - Acetobacter
    - Acetobacter aceti, agent de la piqûre du vin
    - Acetobacter pasteurianus (=Pseudomonas pomi)

  - Gluconobacter
    - Gluconobacter oxydans

- Rhizobiaceae
  - Agrobacterium / Rhizobium
    - Rhizobium larrymoorei (= Agrobacterium larrymoorei)
    - Rhizobium radiobacter (= Agrobacterium tumefaciens)
    - Rhizobium rhizogenes (= Agrobacterium rhizogenes), agent de la galle chevelue
    - Rhizobium rubi (= Agrobacterium rubi), agent de la tumeur de la tige
    - Rhizobium vitis (= Agrobacterium vitis), agent du broussin ou tumeur du collet chez la vigne[1].

  - Candidatus Liberibacter
    - Candidatus Liberibacter africanus, agent de la virescence des agrumes
      - Candidatus Liberibacter africanus subsp. capensis

    - Candidatus Liberibacter americanus, agent de la virescence brésilienne des agrumes
    - Candidatus Liberibacter asiaticus, agent du greening des agrumes
    - Candidatus Liberibacter solanacearum, agent de la maladie des chips zébrées

- Sphingomonadaceae
  - Sphingomonas
    - Sphingomonas melonis, responsable d'une bactériose du melon
    - Sphingomonas suberifaciens (= Rhizomonas suberifaciens), agent des racines liégeuses de la laitue

### Betaproteobacteria
- Burkholderiaceae
  - Burkholderia
    - Burkholderia andropogonis (= Pseudomonas andropogonis), agent de la brûlure bactérienne du maïs
    - Burkholderia caryophylli (= Pseudomonas caryophylli), agent du chancre bactérien de l'œillet
    - Burkholderia cepacia (= Pseudomonas cepacia), agent de la pourriture molle de l'oignon ou pourriture bactérienne de l'oignon [2]. Cette bactérie peut également infecter l'homme.
    - Burkholderia gladioli (= Pseudomonas gladioli) 	
      - Burkholderia gladioli pv. agaricicola (= Pseudomonas gladioli  pv. agaricicola), agent de la  pourriture molle des champignons
      - Burkholderia gladioli pv. alliicola (= Pseudomonas gladioli  pv. alliicola), agent de la  pourriture molle de l'oignon
      - Burkholderia gladioli pv. gladioli (= Pseudomonas gladioli  pv. gladioli), agent de la  pourriture basale du glaïeul

    - Burkholderia glumae (= Pseudomonas glumae), agent de la pourriture des panicules du riz
    - Burkholderia plantarii (= Pseudomonas plantarii), agent d'une bactériose des plantules du riz.

- Comamonadaceae
  - Acidovorax
    - Acidovorax anthurii, agent des taches foliaires de l'anthurium
    - Acidovorax avenae (= Pseudomonas avenae),  agent des taches foliaires de l'avoine[3]  et de la pourriture bactérienne de la tige du maïs.
    - Acidovorax cattleyae (= Pseudomonas cattleyae), responsable de taches foli aires sur les orchidées.
    - Acidovorax citrulli (= Pseudomonas avenae subsp. citrulli),
    - Acidovorax konjaci = (Pseudomonas avenae subsp. konjaci), agent d'une bactériose du konjac (Amorphophallus konjac)
    - Acidovorax oryzae, agent pathogène du riz[4].
    - Acidovorax valerianellae, agent de la tache bactérienne de la mâche

  - Xylophilus
    - Xylophilus ampelinus (= Xanthomonas ampelina), agent de la nécrose bactérienne de la vigne ou maladie d'Oléron de la vigne[5].

- Oxalobacteraceae
  - Herbaspirillum
    - Herbaspirillum rubrisubalbicans (= Pseudomonas rubrisubalbicans)

### Gammaproteobacteria
- Enterobacteriaceae
  - Brenneria Selon Catalogue of Life (8 août 2014)[6] :
    - Brenneria alni (= Erwinia alni), agent du chancre de l'écorce de l'aulne.
    - Brenneria nigrifluens (= Erwinia nigrifluens), agent de la nécrose de l'écorce du noyer.
    - Brenneria quercina (= Erwinia quercina), agent du chancre de l'écorce des chênes.
    - Brenneria rubrifaciens (= Erwinia rubrifaciens), agent du chancre du phloème du noyer.
    - Brenneria salicis (= Erwinia salicis), agent du dépérissement du saule ou coloration bactérienne du saule.

  - Dickeya
    - Dickeya chrysanthemi (= Erwinia chrysanthemi), agent du flétrissement bactérien des plantes ornementales
      - Dickeya chrysanthemi pv. chrysanthemi (= Erwinia chrysanthemi pv. chrysanthemi), agent de la pourriture bactérienne du chrysanthème.
      - Dickeya chrysanthemi pv. parthenii (= Erwinia chrysanthemi pv. parthenii), agent du flétrissement bactérien du Parthénium.

    - Dickeya dadantii, agent de la pourriture molle, bactériose vasculaire du chrysanthème
    - Dickeya dianthicola (= Erwinia chrysanthemi pv. dianthicola), agent de la pourriture molle de l'œillet
    - Dickeya dieffenbachiae (= Erwinia dieffenbachiae), agent de la pourriture molle du Dieffenbachia
    - Dickeya paradisiaca (= Erwinia paradisiaca), agent de la pourriture du pseudotronc du bananier
    - Dickeya zeae (= Erwinia chrysanthemi pv. zeae), agent de la pourriture bactérienne du tabac.

  - Enterobacter
    - Enterobacter cancerogenus (= = Erwinia cancerogena), agent du chancre du peuplier
    - Enterobacter cloacae (= = Erwinia cancerogena)
      - Enterobacter cloacae pv. dissolvens (= Erwinia dissolvens)

    - Enterobacter nimipressuralis (= = Erwinia nimipressuralis)
    - Enterobacter pyrinus (= = Erwinia pyrina)

  - Erwinia Selon Catalogue of Life (8 août 2014)[6] :
    - Erwinia amylovora, agent du feu bactérien, ou brûlure bactérienne des arbres fruitiers.
    - Erwinia mallotivora, responsable d'une bactériose du papayer
    - Erwinia papayae, agent du dépérissement bactérien du papayer[7].
    - Erwinia persicina
    - Erwinia psidii, agent de la bactériose du Psidium
    - Erwinia pyrifoliae
    - Erwinia rhapontici, agent de la maladie des graines roses du blé
    - Erwinia tracheiphila, agent du flétrissement bactérien du concombre ou flétrissement vasculaire des cucurbitacées.

  - Ewingella
    - Ewingella americana

  - Pantoea
    - Pantoea agglomerans (= Erwinia herbicola)
    - Pantoea ananatis (= Erwinia ananas), bactérie susceptible également d'infecter l'homme[8].
    - Pantoea stewartii (= Erwinia stewartii)

  - Pectobacterium Selon Catalogue of Life (8 août 2014)[6] :
    - Pectobacterium atrosepticum (= Erwinia carotovora subsp. atroseptica)
    - Pectobacterium betavasculorum (= Erwinia carotovora subsp. betavasculorum), agent de la nécrose vasculaire de la betterave
    - Pectobacterium cacticida (= Erwinia cacticida)
    - Pectobacterium carotovorum (=Erwinia carotovora), agent de la pourriture molle bactérienne et de la jambe noire chez la pomme de terre.
    - Pectobacterium cypripedii (= Erwinia cypripedii), responsable d'une bactériose des orchidées
    - Pectobacterium wasabiae (Erwinia carotovora subsp. wasabiae), responsable d'une pourriture bactérienne des tiges de la pomme de terre.

  - Samsonia
    - Samsonia erythrinae

- - Serratia Selon Catalogue of Life (8 août 2014)[6] :
    - Serratia entomophila
    - Serratia ficaria
    - Serratia fonticola
    - Serratia grimesii
    - Serratia liquefaciens
    - Serratia marcescens, responsable d'une bactériose des Cucurbitacées
    - Serratia marinorubra
    - Serratia odorifera
    - Serratia plymuthica
    - Serratia proteamaculans
    - Serratia quinivorans
    - Serratia rubidaea
    - Serratia ureilytica

- - Candidatus Phlomobacter
    - Candidatus Phlomobacter fragariae, agent de la chlorose marginale du fraisier[9].
- Pseudomonadaceae

- - Pseudomonas
    - Pseudomonas agarici
    - Pseudomonas amygdali, agent du chancre bactérien de l'amandier
    - Pseudomonas asplenii
    - Pseudomonas avellanae, agent du dépérissement de la tige du noisetier
    - Pseudomonas beteli
    - Pseudomonas cannabina
    - Pseudomonas caricapapayae
    - Pseudomonas cichorii, agent du cœur noir de la chicorée, de la graisse du céleri et de la pourriture bactérienne de la laitue
    - Pseudomonas cissicola
    - Pseudomonas corrugata, agent de la moelle noire de la tomate
    - Pseudomonas costantinii
    - Pseudomonas ficuserectae
    - Pseudomonas flectens
    - Pseudomonas fuscovaginae
    - Pseudomonas hibiscicola
    - Pseudomonas marginalis
      - Pseudomonas marginalis pv. alfalfae
      - Pseudomonas marginalis pv. marginalis, agent de la brûlure marginale de la laitue et de la cœur noir de la chicorée
      - Pseudomonas marginalis pv. pastinacae

    - Pseudomonas mediterranea
    - Pseudomonas meliae
    - Pseudomonas palleroniana
    - Pseudomonas savastanoi
      - Pseudomonas savastanoi pv. fraxini, agent de la galle du chêne
      - Pseudomonas savastanoi pv. glycinea, agent de la brûlure bactérienne du soja
      - Pseudomonas savastanoi pv. nerii, agent du chancre bactérien du laurier-rose
      - Pseudomonas savastanoi pv. phaseolicola, agent de la brûlure bactérienne de la luzerne et de la graisse du haricot
      - Pseudomonas savastanoi pv. retacarpa
      - Pseudomonas savastanoi pv. savastanoi, agent de la bactériose de l'olivier

    - Pseudomonas syringae
      - Pseudomonas syringae pv. aceris
      - Pseudomonas syringae pv. actinidiae, agent du  Chancre bactérien du kiwi[10].
      - Pseudomonas syringae pv. aesculi, agent du chancre bactérien du marronnier
      - Pseudomonas syringae pv. alisalensis
      - Pseudomonas syringae pv. antirrhini
      - Pseudomonas syringae pv. apii, agent de la graisse des feuilles du céleri.
      - Pseudomonas syringae pv. aptata
      - Pseudomonas syringae pv. atrofaciens, agent de la bactériose des glumes du blé
      - Pseudomonas syringae pv. atropurpurea
      - Pseudomonas syringae pv. avii, agent du chancre bactérien du cerisier
      - Pseudomonas syringae pv. berberidis
      - Pseudomonas syringae pv. broussonetiae
      - Pseudomonas syringae pv. castaneae, agent du chancre bactérien du châtaignier
      - Pseudomonas syringae pv. cerasicola
      - Pseudomonas syringae pv. ciccaronei
      - Pseudomonas syringae pv. coriandricola
      - Pseudomonas syringae pv. coronafaciens, agent des taches aréolées de l'avoine
      - Pseudomonas syringae pv. coryli
      - Pseudomonas syringae pv. cunninghamiae
      - Pseudomonas syringae pv. daphniphylli
      - Pseudomonas syringae pv. delphinii
      - Pseudomonas syringae pv. dendropanacis
      - Pseudomonas syringae pv. dysoxyli
      - Pseudomonas syringae pv. eriobotryae, agent du chancre bactérien du néflier du Japon
      - Pseudomonas syringae pv. garcae, responsable d'une bactériose du caféier
      - Pseudomonas syringae pv. helianthi
      - Pseudomonas syringae pv. hibisci
      - Pseudomonas syringae pv. lachrymans, agent de la tache angulaire du concombre
      - Pseudomonas syringae pv. lapsa
      - Pseudomonas syringae pv. maculicola, agent de la bactériose du radis et de la maladie bactérienne du chou
      - Pseudomonas syringae pv. mellea, responsable d'une bactériose du tabac
      - Pseudomonas syringae pv. mori, agent de la bactériose du mûrier
      - Pseudomonas syringae pv. morsprunorum, agent du chancre bactérien du cerisier ou du dépérissement bactérien du pêcher
      - Pseudomonas syringae pv. myricae
      - Pseudomonas syringae pv. oryzae
      - Pseudomonas syringae pv. papulans
      - Pseudomonas syringae pv. passiflorae
      - Pseudomonas syringae pv. persicae, agent du dépérissement bactérien du pêcher
      - Pseudomonas syringae pv. philadelphi
      - Pseudomonas syringae pv. photiniae
      - Pseudomonas syringae pv. pisi, agent de la graisse bactérienne du pois
      - Pseudomonas syringae pv. porri, responsable d'une bactériose du poireau
      - Pseudomonas syringae pv. primulae
      - Pseudomonas syringae pv. rhaphiolepidis
      - Pseudomonas syringae pv. ribicola
      - Pseudomonas syringae pv. sesami
      - Pseudomonas syringae pv. solidagae
      - Pseudomonas syringae pv. spinaceae
      - Pseudomonas syringae pv. striafaciens, agent des stries bactériennes de l'avoine
      - Pseudomonas syringae pv. syringae, agent de la bactériose des agrumes, du chancre bactérien des fruits à noyau, de la coulure bactérienne du poirier, des taches bactériennes du haricot, des taches bactériennes du maïs
      - Pseudomonas syringae pv. tabaci, agent de la maladie du feu sauvage du tabac
      - Pseudomonas syringae pv. tagetis, responsable d'une bactériose du souci
      - Pseudomonas syringae pv. theae, agent de la brûlure rouge du théier
      - Pseudomonas syringae pv. tomato, agent des  taches noires de la tomate
      - Pseudomonas syringae pv. ulmi, responsable d'une bactériose de l'orme
      - Pseudomonas syringae pv. viburni
      - Pseudomonas syringae pv. zizaniae

    - Pseudomonas tolaasii
    - Pseudomonas tremae
    - Pseudomonas viridiflava

- - Ralstonia
    - Ralstonia solanacearum (= Pseudomonas solanacearum), responsable de maladies de flétrissement bactérien ou bactériose vasculaire (comme la pourriture brune de la pomme de terre, la maladie de Granville du tabac et la maladie de Moko du bananier)
    - Ralstonia syzygii (= Pseudomonas syzygii), agent de la maladie de Sumatra du giroflier (Syzygium aromaticum)[11].

  - Rhizobacter (voir Rhizobium)
    - Rhizobacter dauci
- Xanthomonadaceae

- - Xanthomonas
    - Xanthomonas albilineans
    - Xanthomonas alfalfae, agent de la tache bactérienne de la luzerne
      - Xanthomonas alfalfae subsp. alfalfae
      - Xanthomonas alfalfae subsp. citrumelonis

    - Xanthomonas arboricola.
      - Xanthomonas arboricola pv. celebensis.
      - Xanthomonas arboricola pv. corylina , agent de la bactériose du noisetier
      - Xanthomonas arboricola pv. fragariae.
      - Xanthomonas arboricola pv. juglandis, agent des taches noires du noyer
      - Xanthomonas arboricola pv. populi, agent du chancre bactérien du peuplier
      - Xanthomonas arboricola pv. pruni, agent de la tache bactérienne du prunier, échaudures du prunier

    - Xanthomonas axonopodis.
      - Xanthomonas axonopodis pv. allii
      - Xanthomonas axonopodis pv. axonopodis, agent de la  gommose des graminées
      - Xanthomonas axonopodis pv. bauhiniae 
      - Xanthomonas axonopodis pv. begoniae, agent de la maladie des taches d'huile du bégonia
      - Xanthomonas axonopodis pv. betlicola
      - Xanthomonas axonopodis pv. biophyti
      - Xanthomonas axonopodis pv. cajani, agent du chancre de la tige du pois d'Angole
      - Xanthomonas axonopodis pv. cassiae
      - Xanthomonas axonopodis pv. clitoriae
      - Xanthomonas axonopodis pv. coracanae
      - Xanthomonas axonopodis pv. cyamopsidis
      - Xanthomonas axonopodis pv. desmodii
      - Xanthomonas axonopodis pv. desmodiigangetici
      - Xanthomonas axonopodis pv. desmodiilaxiflori
      - Xanthomonas axonopodis pv. desmodiirotundifolii
      - Xanthomonas axonopodis pv. dieffenbachiae, agent du dépérissement de l'anthurium
      - Xanthomonas axonopodis pv. erythrinae
      - Xanthomonas axonopodis pv. fascicularis
      - Xanthomonas axonopodis pv. glycines
      - Xanthomonas axonopodis pv. khayae
      - Xanthomonas axonopodis pv. lespedezae
      - Xanthomonas axonopodis pv. maculifoliigardeniae
      - Xanthomonas axonopodis pv. manihotis
      - Xanthomonas axonopodis pv. martyniicola
      - Xanthomonas axonopodis pv. melhusii
      - Xanthomonas axonopodis pv. nakataecorchori
      - Xanthomonas axonopodis pv. patelii
      - Xanthomonas axonopodis pv. pedalii
      - Xanthomonas axonopodis pv. phaseoli, agent du feu bactérien du haricot, du flétrissement bactérien du haricot, de la graisse du haricot, des pustules bactériennes du soja
      - Xanthomonas axonopodis pv. phyllanthi
      - Xanthomonas axonopodis pv. physalidicola
      - Xanthomonas axonopodis pv. poinsettiicola, taches bactériennes du Poinsettia
      - Xanthomonas axonopodis pv. punicae, agent de la bactériose du grenadier,
      - Xanthomonas axonopodis pv. rhynchosiae
      - Xanthomonas axonopodis pv. ricini, agent de la bactériose du ricin
      - Xanthomonas axonopodis pv. sesbaniae
      - Xanthomonas axonopodis pv. tamarindi
      - Xanthomonas axonopodis pv. vasculorum, agent de la gommose de la canne à sucre
      - Xanthomonas axonopodis pv. vignaeradiatae
      - Xanthomonas axonopodis pv. vignicola, agent de la bactériose du niébé
      - Xanthomonas axonopodis pv. vitians, agent de la bactériose de la laitue

    - Xanthomonas bromi
    - Xanthomonas campestris
      - Xanthomonas campestris pv. aberrans
      - Xanthomonas campestris pv. armoraciae
      - Xanthomonas campestris pv. barbareae 
      - Xanthomonas campestris pv. campestris, agent de la nervation noire des crucifères
      - Xanthomonas campestris pv. incanae
      - Xanthomonas campestris pv. plantaginis
      - Xanthomonas campestris pv. raphani

    - Xanthomonas cassavae
    - Xanthomonas citri
      - Xanthomonas citri subsp. citri, agent du chancre bactérien des agrumes
      - Xanthomonas citri subsp. malvacearum

    - Xanthomonas codiaei
    - Xanthomonas cucurbitae, agent de la bactériose des cucurbitacées
    - Xanthomonas cynarae
    - Xanthomonas euvesicatoria
    - Xanthomonas fragariae, agent du flétrissement vasculaire du fraisier ou taches angulaires du fraisier
    - Xanthomonas fuscans
      - Xanthomonas fuscans subsp. aurantifolii
      - Xanthomonas fuscans subsp. fuscans

    - Xanthomonas gardneri, agent de la gale bactérienne de la tomate
    - Xanthomonas hortorum
      - Xanthomonas hortorum pv. carotae, agent de la maladie bactérienne de la carotte
      - Xanthomonas hortorum pv. hederae, agent de la bactériose du lierre
      - Xanthomonas hortorum pv. pelargonii, agent de la pourriture bactérienne du géranium
      - Xanthomonas hortorum pv. taraxaci

    - Xanthomonas hyacinthi, agent de la jaunisse bactérienne de la jacinthe ou pourriture jaune de la jacinthe
    - Xanthomonas melonis
    - Xanthomonas oryzae
      - Xanthomonas oryzae pv oryzae, agent de la maladie bactérienne des feuilles de riz
      - Xanthomonas oryzae pv oryzicola, agent des stries bactériennes du riz

    - Xanthomonas perforans, agent de la gale bactérienne de la tomate
    - Xanthomonas pisi
    - Xanthomonas populi, agent du chancre suintant du peuplier
    - Xanthomonas sacchari
    - Xanthomonas theicola
    - Xanthomonas translucens
      - Xanthomonas translucens pv arrhenatheri
      - Xanthomonas translucens pv cerealis, agent de la brûlure bactérienne de l'orge, de la brûlure bactérienne du blé, de la glume noire des céréales
      - Xanthomonas translucens pv graminis, agent du flétrissement bactérien des graminées
      - Xanthomonas translucens pv phlei
      - Xanthomonas translucens pv phleipratensis
      - Xanthomonas translucens pv poae
      - Xanthomonas translucens pv secalis
      - Xanthomonas translucens pv translucens
      - Xanthomonas translucens pv undulosa

    - Xanthomonas vasicola
      - Xanthomonas vasicola pv holcicola

    - Xanthomonas vesicatoria

- - Xylella
    - Xylella fastidiosa, agent de la maladie de Pierce et de la chlorose panachée des agrumes
      - Xylella fastidiosa subsp. fastidiosa, agent de la maladie de Pierce
      - Xylella fastidiosa subsp. multiplex, agent de l'échaudure des feuilles du prunier
      - Xylella fastidiosa subsp. pauca, agent de la chlorose panachée des agrumes

## Firmicutes
- Bacillaceae
  - Bacillus
    - Bacillus megaterium, responsable d'une bactériose du lupin[12].
    - Bacillus pumilus, responsable d'une bactériose du manguier[13].

- Clostridiaceae
  - Clostridium
    - Clostridium puniceum

## Actinobacteria
- Micrococcaceae
  - Arthrobacter
    - Arthrobacter ilicis

- Microbacteriaceae
  - Clavibacter
    - Clavibacter michiganensis (= Corynebacterium michiganense) 	
      - Clavibacter michiganensis subsp. insidiosus (= Corynebacterium insidiosum), agent du jaunissement bactérien de la luzerne
      - Clavibacter michiganensis subsp. michiganensis (= Corynebacterium michiganense), agent du chancre bactérien de la tomate
      - Clavibacter michiganensis subsp. nebraskensis (= Corynebacterium michiganense subsp. nebraskense), responsable du flétrissement bactérien de Goss et de la rouille des feuilles du maïs[14].
      - Clavibacter michiganensis subsp. sepedonicus (= Corynebacterium michiganense subsp. sepedonicum), agent de la pourriture annulaire chez la pomme de terre.
      - Clavibacter michiganensis subsp. tessellarius (= Corynebacterium michiganense subsp. tessellarius), agent d'une bactériose du blé.

  - Curtobacterium
    - Curtobacterium flaccumfaciens
    - Curtobacterium flaccumfaciens pv. betae (= Corynebacterium betae), agent de la gale argentée de la betterave rouge.
    - Curtobacterium flaccumfaciens pv. laccumfaciens (= Corynebacterium flaccumfaciens pv. laccumfaciens), agent du flétrissement bactérien du haricot.
    - Curtobacterium flaccumfaciens pv. ilicis (= Corynebacterium ilicis).
    - Curtobacterium flaccumfaciens pv. oortii (= Corynebacterium flaccumfaciens pv. oortii), agent du chancre bactérien de la tulipe.
    - Curtobacterium flaccumfaciens pv. poinsettiae (= Corynebacterium flaccumfaciens pv. poinsettiae), agent du  chancre de la tige du poinsettia.

  - Leifsonia
    - Leifsonia cynodontis
    - Leifsonia xyli, agent du rabougrissement de la canne à sucre
      - Leifsonia xyli subsp. cynodontis
      - Leifsonia xyli subsp. xyli

  - Rathayibacter
    - Rathayibacter iranicus (= Corynebacterium iranicus)
    - Rathayibacter rathayi (= Corynebacterium rathayi), agent d'une gommose du blé en Iran.
    - Rathayibacter toxicus (= Clavibacter toxicus), agent de la toxicité annuelle du ray-grass.
    - Rathayibacter tritici (= Corynebacterium tritici), agent de la bactériose des épis du blé.
- Nocardiaceae
  - Nocardia
    - Nocardia vaccinii, responsable d'une bactériose d'une espèce de myrtille américaine, Vaccinium ashei.

  - Rhodococcus
    - Rhodococcus fascians (= Corynebacterium fascians),  galles feuillues et fasciations (formation de tiges accolées), fasciation du dahlia, chou-fleur du fraisier
- Streptomycetaceae

- - Streptomyces
    - Streptomyces acidiscabies
    - Streptomyces albidoflavus
    - Streptomyces candidus (syn. Actinomyces candidus)
    - Streptomyces caviscabies
    - Streptomyces collinus
    - Streptomyces europaeiscabiei
    - Streptomyces intermedius
    - Streptomyces ipomoeae, agent de la pourriture molle de la patate douce
    - Streptomyces luridiscabiei
    - Streptomyces niveiscabiei
    - Streptomyces puniciscabiei
    - Streptomyces reticuliscabei
    - Streptomyces scabiei, agent de la gale commune de la carotte, de la gale commune de la pomme de terre, de la gale commune du navet.
    - Streptomyces setonii
    - Streptomyces steliiscabiei
    - Streptomyces turgidiscabies
    - Streptomyces wedmorensis

## Mollicutes
- - Candidatus Phytoplasma
    - Candidatus Phytoplasma allocasuarinae
    - Candidatus Phytoplasma americanum
    - Candidatus Phytoplasma asteris, agent de la jaunisse de l'aster
    - Candidatus Phytoplasma aurantifolia, maladie des balais de sorcière du limettier[15]
    - Candidatus Phytoplasma australasia
    - Candidatus Phytoplasma australiense, agent de la jaunisse australienne de la vigne
    - Candidatus Phytoplasma brasiliense
    - Candidatus Phytoplasma caricae
    - Candidatus Phytoplasma castaneae
    - Candidatus Phytoplasma cynodontis
    - Candidatus Phytoplasma fragariae
    - Candidatus Phytoplasma fraxini, agent de la jaunisse du frêne
    - Candidatus Phytoplasma graminis
    - Candidatus Phytoplasma japonicum, agent de la phyllodie de l'hydrangea du Japon
    - Candidatus Phytoplasma lycopersici, agent de la hoja de perejil de la tomate
    - Candidatus Phytoplasma mali, agent de la prolifération du pommier
    - Candidatus Phytoplasma oryzae
    - Candidatus Phytoplasma phoenicium
    - Candidatus Phytoplasma pini
    - Candidatus Phytoplasma prunorum, agent de l'enroulement chlorotique de l'abricotier et du dépérissement de Molières
    - Candidatus Phytoplasma pyri, agent du dépérissement du poirier
    - Candidatus Phytoplasma rhamni
    - Candidatus Phytoplasma spartii
    - Candidatus Phytoplasma trifolii, agent de la prolifération du trèfle
    - Candidatus Phytoplasma ulmi, agent de la nécrose du liber de l'orme
    - Candidatus Phytoplasma ziziphi, agent du balai de sorcière du jujubier

- - Spiroplasma
    - Spiroplasma citri, agent du stubborn des agrumes
    - Spiroplasma kunkelii, agent du rabougrissement du maïs
    - Spiroplasma phoeniceum, agent de la malformation de l'Aster